# Société de physique du Japon
La Société de physique du Japon (日本物理学会, Nihon butsuri gakkai) est un organisme qui regroupe  des chercheurs, des ingénieurs, des enseignants, des étudiants et des citoyens aussi bien à l'intérieur qu'à l'extérieur du Japon avec pour objectif de publier les résultats de la recherche sur les dernières réalisations de la physique.

## Caractéristiques
L'organisme compte environ 17 000 membres. En 2015, 41% de ses membres travaillaient dans des universités, 11% dans des entreprises privées, 11% dans des instituts de recherche publics et 16% des membres sont des étudiants diplômés de premier cycle.

## Historique
En 1877 fut fondée la Tokyo Mathematics Company en tant que première société universitaire de sciences naturelles au Japon dont le nom fut changé pour la Société physico-mathématique de Tokyo en 1884, puis pour la Société physico-mathématique du Japon en 1919. Après la Seconde Guerre mondiale, la Société physico-mathématique du Japon s'est dissoute et deux nouvelles sociétés, la Société de physique du Japon (JPS) et la Société de mathématique du Japon ont été établies en 1946.
En 2016, la Société de physique du Japon compte environ 17 000 membres et 11 de ses membres ont reçu le prix Nobel de physique (dont Hideki Yukawa, en 1949, et Shin'ichiro Tomonaga, en 1965) et 2 de ses membres celui de chimie. La Société de physique du Japon fait partie des institutions fondamentales de la recherche en physique au Japon ayant signé des accords avec ses nombreux homologues d'outre-mer (11 sociétés au total). La contribution au fonctionnement de l'Association des sociétés de physiques de la région Asie-Pacifique (AAPPS) est désormais une de ses activités importantes.

## Publications de l'organisme
En anglais
- Journal of the Physical Society of Japan

- Progress of Theoretical Physics (publication remplacée)

- Progress of Theoretical and Experimental Physics (publication succédant à la précédente)
- JPS Conference Proceedings[1]

En japonais
- Nihon butsuri gakkai-shi
- Daigaku-no-butsuri kyoiku[1]